# تویوتا ریوو
تویوتا ریوو (Toyota Revo) خودرویی است که در سال‌های ۱۹۹۸ تا ۲۰۰۵تولید شده‌است. طراحی آن خودروهای موتور جلو-محور عقب بوده است.